# Muscicapa lendu
El papamoscas de Chapin (Muscicapa lendu) es una especie de ave paseriforme de la familia Muscicapidae endémica de la región de los Grandes Lagos de África. Su nombre común conmemora al ornitólogo estadounidense James Paul Chapin. Anteriormente se consideraba al papamoscas de Itombwe dentro de esta especie, pero actualmente se clasifica como una especie separada.

## Distribución y hábitat
Habita en los bosques de tropicales de montaña circundantes a los Grandes Lagos de África, distribuido por el este de la República Democrática del Congo, el oeste de Kenia, Uganda, y posiblemente Ruanda. Está amenazado por la pérdida de hábitat.